# Prix du public (Festival d'Angoulême)
Le prix du public est un prix de bande dessinée français décerné depuis 1989 sous différentes modalités lors du Festival international de la bande dessinée d'Angoulême. En 2020, son sponsor est France Télévisions.

## Historique
Créé en 1989 sous le nom d'« Alph-Art du public » et décerné sous le nouveau terme de « prix du public Cultura » en 2013, ce prix de bande dessinée est décerné chaque année à un ouvrage lors du Festival international de la bande dessinée d'Angoulême, à la suite d'un vote du public parmi les bandes dessinées sélectionnées officiellement d'abord par le festival (32 ouvrages en 2013), puis à la suite d'une seconde sélection parmi ces ouvrages par les libraires d'une grande enseigne culturelle (huit ouvrages sur ces 32, en 2013 :
- jusqu'en 2012, il s'agissait de la Fnac : elle s'en sépare pour choisir sa propre sélection de bandes dessinées et créer son prix indépendant[2], nommé « prix de la BD Fnac », et décerné pour la première fois en 2013[3],[4]. Ce prix existait déjà en 2012, mais dépendait de la sélection du festival[2]) ;
- depuis 2013, c'est l'enseigne Cultura[1] qui s'occupe de la seconde sélection, d'où la nouvelle appellation de ce prix en 2013 : « prix du public Cultura ».

De sa création à 2003, il s'appelait « Alph-Art du public », puis de 2004 à 2006 « prix du public », en 2008 et 2009 « Essentiel Fnac-SNCF », en 2010 et 2011 « Fauve Fnac SNCF-prix du Public », et en 2012 « prix de la BD Fnac ».
Il n'a pas été attribué en 1999 ni en 2007.
Trois fois lauréat pour trois séries différentes entre 1989 et 1997, le scénariste belge Jean Van Hamme détient le record du prix du public.
Régis Loisel, Jacques Tardi, Grzegorz Rosiński, François Bourgeon, Catel Muller, Étienne Davodeau et Marion Montaigne l'ont chacun obtenu deux fois.
Fin 2018, l'attribution du prix est « suspendue » faute de sponsor.
Fin 2019, le prix est relancé en partenariat avec France Télévisions. Il est annoncé le 14 janvier 2020 que huit titres sont en lice. En 2021, la sélection comprend huit albums.

## Lauréats
| Année | Titre                                                                            | Dessinateur         | Scénariste         | Maison d'édition |
| ----- | -------------------------------------------------------------------------------- | ------------------- | ------------------ | ---------------- |
| 1989  | Le Grand Pouvoir du Chninkel                                                     | Grzegorz Rosiński   | Jean Van Hamme     | Casterman        |
| 1990  | Broussaille t. 3 : La Nuit du chat                                               | Frank Pé            | Bom                | Dupuis           |
| 1991  | Les Compagnons du crépuscule t. 3 : Le Dernier Chant des Malaterre               | François Bourgeon   | François Bourgeon  | Casterman        |
| 1992  | Peter Pan, t. 1 : Londres                                                        | Régis Loisel        | Régis Loisel       | Vents d'Ouest    |
| 1993  | Théodore Poussin t. 6 : Un passager porté disparu                                | Frank Le Gall       | Frank Le Gall      | Dupuis           |
| 1994  | Jeux pour mourir                                                                 | Jacques Tardi       | Jacques Tardi      | Casterman        |
| 1995  | Peter Pan, t. 3 : Tempête                                                        | Régis Loisel        | Régis Loisel       | Vents d'Ouest    |
| 1996  | Thorgal, t. 21 : La Couronne d'Ogotaï                                            | Grzegorz Rosiński   | Jean Van Hamme     | Le Lombard       |
| 1997  | Blake et Mortimer t. 13 : L'Affaire Francis Blake                                | Ted Benoît          | Jean Van Hamme     | Dargaud          |
| 1998  | Le Cycle de Cyann, t. 2 : Six Saisons sur ilO                                    | François Bourgeon   | Claude Lacroix     | Casterman        |
| 2000  | Le Vent dans les saules t. 3 : L’Échappée belle                                  | Michel Plessix      | Michel Plessix     | Delcourt         |
| 2001  | Les Bidochon, t. 17 : Les Bidochon usent le forfait                              | Christian Binet     | Christian Binet    | Audie            |
| 2002  | Le Cri du Peuple t. 1 : Les Canons du 18 mars                                    | Jacques Tardi       | Jean Vautrin       | Casterman        |
| 2003  | Titeuf t. 9 : La Loi du préau                                                    | Zep                 | Zep                | Glénat           |
| 2004  | Blacksad, t. 2 : Artic Nation                                                    | Juanjo Guarnido     | Juan Díaz Canales  | Dargaud          |
| 2005  | Le Sang des Valentines                                                           | Christian De Metter | Catel Muller       | Casterman        |
| 2006  | Les Mauvaises Gens                                                               | Étienne Davodeau    | Étienne Davodeau   | Delcourt         |
| 2008  | Kiki de Montparnasse                                                             | Catel Muller        | José-Louis Bocquet | Casterman        |
| 2009  | Mon gras et moi                                                                  | Gally               | Gally              | Diantre          |
| 2010  | Paul, t. 6 : Paul à Québec                                                       | Michel Rabagliati   | Michel Rabagliati  | La Pastèque      |
| 2011  | Le bleu est une couleur chaude                                                   | Jul' Maroh          | Jul' Maroh         | Glénat           |
| 2012  | Portugal                                                                         | Cyril Pedrosa       | Cyril Pedrosa      | Dupuis           |
| 2013  | Tu mourras moins bête... t. 2 : Quoi de neuf, docteur Moustache ?                | Marion Montaigne    | Marion Montaigne   | Ankama           |
| 2014  | Mauvais Genre                                                                    | Chloé Cruchaudet    | Chloé Cruchaudet   | Delcourt         |
| 2015  | Les Vieux Fourneaux, t. 1 : Ceux qui restent                                     | Paul Cauuet         | Wilfrid Lupano     | Dargaud          |
| 2016  | Cher pays de notre enfance : Enquête sur les années de plomb de la Ve République | Étienne Davodeau    | Benoît Collombat   | Futuropolis      |
| 2017  | L'Homme qui tua Lucky Luke                                                       | Matthieu Bonhomme   | Matthieu Bonhomme  | Dargaud          |
| 2018  | Dans la combi de Thomas Pesquet                                                  | Marion Montaigne    | Marion Montaigne   | Dargaud          |
| 2020  | Saison des roses                                                                 | Chloé Wary          | Chloé Wary         | FLBLB            |
| 2021  | Anaïs Nin, sur la mer des mensonges                                              | Léonie Bischoff     | Léonie Bischoff    | Casterman        |
| 2022  | Le Grand Vide                                                                    | Léa Murawiec        | Léa Murawiec       | Éditions 2024    |
| 2023  | Naphtaline                                                                       | Sole Otero          | Sole Otero         | Çà et là         |
| 2024  | Des maux pour le dire                                                            | Bea Lema            | Bea Lema           | Sarbacane        |
| 2025  | Impénétrable                                                                     | Alix Garin          | Alix Garin         | Le Lombard       |